# Kostel svatého Mikuláše (Šitbořice)
Kostel svatého Mikuláše v Šitbořicích je jednolodní stavbou v novorománském stylu, vybudovanou v letech 1910–1913 na místě původního středověkého kostela. Jde o farní kostel farnosti Šitbořice.

## Historie
Původní kostel sv. Mikuláše byl v Šitbořicích postaven již před rokem 1255 a jeho zakladatel není známý. V roce 1645 byl kostel vypálen, společně s celou vesnicí.
Kostel byl následně přestavěn v roce 1669 v barokním slohu; tato jeho podoba se dochovala pouze na fotografiích z přelomu 19. a 20. století.
Koncem 19. století už kostel kapacitně nedostačoval a začaly tak přípravy na stavbu nového kostela, který byl postaven na stejném místě jako kostel starý.
Nový kostel byl vysvěcen 28. září 1913, na svátek sv. Václava.

## Současnost
V současné době je kostel využíván každodenně, nedělních bohoslužeb se zde účastní několik set farníků. Poslední velkou rekonstrukcí prošel kostel v roce 2013, kdy byla položena nová střecha a opravena fasáda celého kostela. Na přelomu let 2019 a 2020 došlo ke kompletní výmalbě celého vnitřku kostela.

### Zvony
V současné době se v kostelní věži nachází již třetí sada zvonů, pocházející z roku 1947:
- Cyril a Metoděj (656 kg)
- Mikuláš (373 kg)
- Panna Maria, královna míru (209 kg)
- Václav (139 kg)
- Vojtěch (45 kg)[2]